# Anastasija Grebënkina
Anastasija Jur'evna Grebënkina (in russo Анастасия Юрьевна Гребёнкина?; Dnipro, 18 gennaio 1979) è un'ex danzatrice su ghiaccio russa.
È conosciuta soprattutto per la sua collaborazione con Vazgen Azrojan con il quale ha vinto la medaglia di bronzo al Trofeo NHK nel 2005 ed in seguito ha rappresentato l'Armenia alle Olimpiadi invernali del 2006

## Carriera
Grebënkina ha iniziato la sua collaborazione con Vazgen Azrojan nel 1996 e ha pattinato con lui fino al 1998, rappresentando la Russia. Dopo la separazione della coppia, ha pattinato insieme a Vitalij Novikov, anche in questo caso rappresentando la Russia.
Grebënkina e Azrojan hanno rinnovato la loro partnership nel 2002, in questo caso rappresentando l'Armenia. Sono diventati i primi pattinatori di danza sul ghiaccio ad ottenere una medaglia per l'Armenia al Grand Prix, il bronzo al NHK Trophy del 2005. Hanno gareggiato ai giochi olimpici invernali del 2006 dove si sono classificati ventesimi.
A settembre 2006, la coppia Grebënkina  / Azrojan ha cambiato allenatore, passando da Aleksej Gorškov a Aleksandr Žulin. Alla Coppa della Cina del 2006 Cup of China, Grebenkina ha subito un infortunio (un taglio alla gamba con la lama dei pattini durante le prove) che ha richiesto dei punti di sutura, ma è stata in grado di competere e finire la gara insieme al partner al 6º posto. Il duo si è ritirato delle competizioni nel 2008. Successivamente allena al Moskow Gorky Park.
Nel 2007 ha recitato nel ruolo dell'imperatrice Maria Feodorovna nel film russo per la tv, Звезда Империи basato sulla biografia della ballerina Mathilde Kshesinskaia della quale si erano innamorati tre Romanov: lo zar Nicola II e i granduchi Sergej e Andrej.

## Vita personale
Anastasija Grebënkina è sposata con Jurij Gončarov con il quale ha un figlio, Ivan, nato il 25 maggio 2010, la cui madrina è Anna Semenovich.

## Programmi
(con Azroyan)
| Stagione  | Danza originale | Danza libera                                                                |
| --------- | --- | --------------------------------------------------------------------------- |
| 2007–2008 | - Artsakh di Ara Gevorgyan | - Godfather di Nino Rota                                                    |
| 2006–2007 | - El Sol Sueno di Jerzy Petersburski - Libertango di Astor Piazzolla                                                                            | - Air di Johann Sebastian Bach                                              |
| 2005–2006 | - Samba: Ritmo de Bom Bom di Vim - Rumba: Besame Mucho di Sunny Skylar, Consuelo Velázquez - Samba: Ritmo de Bom Bom di Vim                     | - Worshipping Govinda di George Harrison                                    |
| 2004–2005 | - Quickstep: No Me Voy Sin Bailar - Slow foxtrot - Quickstep: No Me Voy Sin Bailar                                                              | - Sinfonia n. 25 di Mozart - Musica di P. Glass - Sinfonia No. 25 di Mozart |
| 2003–2004 | - Blues - Swing | - Ani (Armenian Selections) di Ara Gevorkian                                |
| 2002–2003 | - Marcia: Persicher Marsch (Marcia persiana) op. 289 di Johann Strauss II - Valzer: Libiamo ne' lieti calici (da La traviata) di Giuseppe Verdi | - Danze scandinave                                                          |

## Competizioni
GP: Grand Prix

### Con Azrojan per Armenia e Russia
| Internazionali            | Internazionali | Internazionali | Internazionali | Internazionali | Internazionali | Internazionali | Internazionali | Internazionali |
| Evento                    | 96–97 Russia   | 97–98 Russia   | 02–03 Armenia  | 03–04 Armenia  | 04–05 Armenia  | 05–06 Armenia  | 06–07 Armenia  | 07–08 Armenia  |
| ------------------------- | -------------- | -------------- | -------------- | -------------- | -------------- | -------------- | -------------- | -------------- |
| Giochi olimpici invernali | 20º            |                |                |                |                |                |                |                |
| Campionati mondiali       | 24º            | 19º            | 17º            | WD             | 22º            |                |                |                |
| Campionati europei        | 13º            | 11º            | 14º            | 14º            | WD             |                |                |                |
| Bompard                   | 9º             | 9º             | 9º             | 6º             |                |                |                |                |
| Cup of China              | 8º             | 6º             |                |                |                |                |                |                |
| Cup of Russia             | 6º             |                |                |                |                |                |                |                |
| NHK Trophy                | 3º             |                |                |                |                |                |                |                |
| Schäfer Memorial          | 1º             | 6º             |                |                |                |                |                |                |
| Nebelhorn Trophy          | WD             |                |                |                |                |                |                |                |
| Nepela Memorial           | 3º             |                |                |                |                |                |                |                |
| Skate Israel              | 3º             |                |                |                |                |                |                |                |
| Golden Spin               | 3º             | 2º             |                |                |                |                |                |                |
| Skate Israel              | 4º             |                |                |                |                |                |                |                |
| PFSA Trophy               | 4º             |                |                |                |                |                |                |                |
| Nazionali                 |                |                |                |                |                |                |                |                |
| Campionati russi          | 4º             | 6º             |                |                |                |                |                |                |

### Con Novikov per Russia
| Internazionali   | Internazionali | Internazionali |
| Eventi           | 1999–2000      | 2000–2001      |
| ---------------- | -------------- | -------------- |
| Skate America    | 9º             |                |
| Nebelhorn Trophy | 6º             |                |
| Skate Israel     | 7º             |                |
| Nazionali        |                |                |
| Campionati russi | 5º             | 8º             |

### Con Samovich per Lituania
| Internazionali      | Internazionali |
| Eventi              | 1993–1994      |
| ------------------- | -------------- |
| Campionati mondiali | 29º            |